# Magal (álbum)
Magal, também conhecido como Sidney Magal, é o segundo álbum de estúdio de Sidney Magal, lançado em 1978 pela gravadora Polydor, produzido e distribuído pela Phonogram (hoje Universal Music).
O cantor declarou que nesse álbum há "um certo cuidado com os arranjos e produção" e "uma ênfase um pouco maior nas canções românticas para não cansar o público com o mesmo tipo de trabalho".
A canção desse álbum, "Sandra Rosa Madalena", se tornou um hit nacional e também a música pela qual o cantor é mais conhecido. Outra que se destacou foi "Tenho", que ganhou um videoclipe e uma nova roupagem em 2005.
O álbum ganhou disco de ouro no Brasil, de acordo com a ABPD, por vendas superiores a 150 mil cópias.

## Faixas
Lado A
| N.º | Título                          | Duração |  |
| 1.  | "Quero Abraçar-Me Aos Teus Pés" | 2:50    |  |
| 2.  | "A Grande Noite"                | 3:14    |  |
| 3.  | "A Força Do Amor"               | 3:54    |  |
| 4.  | "Não Sei Como Dizer"            | 2:40    |  |
| 5.  | "Se Você Gosta Assim..."        | 2:46    |  |
| 6.  | "E Tu Me Aplaudes"              | 3:59    |  |

Lado B
| N.º | Título                             | Duração |  |
| 1.  | "Tenho"                            | 2:32    |  |
| 2.  | "Antes Das Dez"                    | 3:09    |  |
| 3.  | "Sandra Rosa Madalena, A "Cigana"" | 2:45    |  |
| 4.  | "Quero"                            | 2:56    |  |
| 5.  | "Estou Te Acostumando Mal"         | 3:51    |  |
| 6.  | "Cartas De Amor"                   | 3:11    |  |